# Hoganův osobnostní dotazník
Hoganův osobnostní dotazník (též zvaný Hoganův osobnostní inventář, anglicky Hogan personality inventory, zkratka HPI) je psychodiagnostická metoda vyvinutá americkým psychologem Robertem Hoganem. Byla vyvinuta speciálně pro pracovní oblast, zjišťující a měřící sedm základních vlastností člověka, které jsou důležité v zaměstnání a mezilidských vztazích. Podle výsledků tento test určí pro jaké zaměstnání či pozici se daný člověk hodí.

## Základní údaje
Test trvá 20 minut a obsahuje 206 otázek. Jeho výhodami jsou absence otázek zasahujících do soukromého života, rychlé a jednoduše čitelné vyhodnocení a především platnost na více než 200 profesí reprezentujících všechna hlavní pracovní odvětví. Hlavními úkoly HPI je upozornění zaměstnavatele na silné a slabé stránky testovaného, navrhování způsobů, jak řídit jeho kariérní postupy, specifikace vlastností důležitých pro úspěch a identifikace vhodnosti testovaného na danou pozici.

## Zkoumané vlastnosti
U každé vlastnosti Hoganův osobnostní dotazník určí skór (hodnotu) dané vlastnosti.
Stabilita (sebevědomí, schopnost pracovat pod tlakem)
Lidé s vysokým skórem jsou klidní a vyrovnaní, s nízkým naopak citliví a těžko snášející stresové situace.
Sebeprosazení (iniciativita, soutěživost, schopnost vůdcovství)
Lidé s vysokým skórem jsou energičtí s touhou zlepšovat se, s nízkým naopak tišší, méně průbojnější a ochotni přizpůsobit se ostatním.
Sociabilita (extraverze, společenskost)
Lidé s vysokým skórem jsou společenští a neradi pracující o samotě, s nízkým naopak zdrženliví a práce o samotě jim nevadí.
Kooperativnost (takt, vnímavost, schopnost udržovat vztahy)
Lidé s vysokým skórem jsou přátelští, vřelí a oblíbení, s nízkým naopak nezávislí, upřímní a přímočaří.
Systematičnost (sebedisciplína, odpovědnost)
Lidé s vysokým skórem jsou organizovaní, důkladní a dodržující pravidla, s nízkým naopak impulzivní a flexibilní.
Zvídavost (nápaditost, kreativitní potenciál)
Lidé s vysokým skórem jsou bystří, nápadití a s dobrou představivostí, s nízkým naopak praktičtější, realističtější a ochotni tolerovat nudné úkoly.
Učenlivost (orientace na úspěch, sledování technologií a trendů v oboru)
Lidé s vysokým skórem se rádi vzdělávají a čtou, s nízkým naopak dávají přednost zkušenostem získaným při práci.